# Base Isla Macquarie
La Base Isla Macquarie (en inglés: Macquarie Island Station, abreviada Macca) es una estación de investigación permanente de Australia ubicada en la isla Macquarie, a mitad de camino entre ese país y la Antártida. La base está ubicada al pie de la colina Wireless, entre dos bahías en un istmo en el extremo norte de la isla.

## Historia
Una pequeña base fue abierta entre 1911 y 1913 por la Expedición Antártica Australasiana liderada por Douglas Mawson cuando su equipo la estableció para retransmitir mensajes de radio desde la Antártida a Hobart.
Desde 1948 el Australian National Antarctic Research Expeditions usó la base para fines científicos. En la actualidad es operada por la División Antártica Australiana. La investigación científica en la isla se centra en la biología, ciencias de la tierra, meteorología, y el impacto humano en el medio ambiente. Las aves que se reproducen en la isla Macquarie son claves para una serie de proyectos de investigación.

## Instalaciones
Varios edificios existentes datan de principios de la década de 1950: los dormitorios que están en Southern Aurora Dongas, la residencia de Garden Cove, Hasselborough House y Cumpston's Cottage. Existe almacenamiento en la tienda principal cobertizo y un gran cobertizo tienda de campo. Los diversos oficios tienen sus propios talleres. Una central eléctrica principal y de reserva proporciona electricidad y permite calentar agua a través de un intercambiador de calor en un generador diesel. El agua proviene de una presa en la parte superior de la quebrada de Gadget y se canaliza a los tanques de almacenamiento de la estación. Las aguas fecales son tratadas antes de ser desechadas y la basura se envía para reciclaje a Hobart o se incinera en el lugar.
Existen instalaciones científicas en el Edificio de Biología, Edificio de Física y Oficina de Meteorología. Diversas dependencias apoyan la instrumentación, como ionosondas, sismómetros y experimentos de la atmósfera superior. Un mareógrafo se instaló en caleta Garden.

## Comunicaciones
La estación de radiocomunicaciones tiene código "VJM". Las comunicaciones con Australia se llevan a cabo usando ANARESAT que utiliza un satélite Intelsat sobre el océano Pacífico. 